# Givrauval
Givrauval é uma comuna francesa na região administrativa de Grande Leste, no departamento de Meuse. Estende-se por uma área de 9,69 km². Em 2010 a comuna tinha 304 habitantes (densidade: 31,4 hab./km²).